# ورق‌های بازی (فیلم)
«ورق‌های بازی» (فرانسوی: Une partie de cartes‎) یک فیلم صامت کوتاه در ژانر مستند و زندگینامه به کارگردانی ژرژ ملی‌یس است که در سال ۱۸۹۶ منتشر شد.